# Monniotus pacificus
Monniotus pacificus is een zakpijpensoort uit de familie van de Protopolyclinidae. De wetenschappelijke naam van de soort is voor het eerst geldig gepubliceerd in 2001 door Claude en Françoise Monniot.